# Isobactrus levis
Isobactrus levis är en kvalsterart som beskrevs av Viets 1927. Isobactrus levis ingår i släktet Isobactrus och familjen Halacaridae. Arten är reproducerande i Sverige. Inga underarter finns listade i Catalogue of Life.